# ۶۳۶ (پیش از میلاد)
۶۳۶ (پیش از میلاد) ۶۳۶مین سال قبل از تقویم میلادی است.